# شريف شحادة
شريف شحادة صحفي سوري. ولد سنة 1963. في قرية باب جنة في ناحية صلنفة.[بحاجة لمصدر] هو مقرب من النظام واشتهر بدفاعه المستميت عن نظام بشار الأسد على القنوات الفضائية والبرامج التلفزيونية كالإتجاه المعاكس. عين عضوا في مجلس الشعب عام 2012. في حين ذكرت وسائل إعلام أنباء عن تدمير منزله الكائن في دمشق في خضم الحرب مع المعارضة السورية.